# Philipp Marbach
Philipp Marbach (auch Marbacchius; * 29. April 1550 in Straßburg; † 28. September 1611 ebenda) war ein deutscher lutherischer Theologe.

## Leben
Marbach war der Sohn des Straßburger Theologen Johannes Marbach. Er studierte zunächst in seiner Heimatstadt Straßburg. Danach studierte er an verschiedenen deutschen protestantischen Universitäten, so ab 1570 an der Universität Basel, ab 1571 an der Universität Tübingen, dann an der Universität Frankfurt und schließlich ab 1572 an der Universität Rostock. Er hatte bereits zuvor den Magistergrad erlangt und erhielt 1573 in Rostock den Grad eines Lic. theol.
Marbach hatte zunächst eine Anstellung als Rektor in Graz, an der Landschaftsschule im Eggenberger Stift. 1579 folgte er dem Ruf des Kurfürsten Ludwig VI. von der Pfalz als Professor der Theologie an die Universität Heidelberg. Nach dem Tod des Kurfürsten 1583 konnte er sich als lutherischer Theologe nicht in Heidelberg halten. Daher nahm er wieder eine Rektorenstelle in Klagenfurt an. Als sein Bruder Erasmus Marbacher (1548–1593) gestorben war, übernahm er dessen Lehrstuhl an der Akademie Straßburg, den zuvor auch bereits sein Vater innehatte.

## Werke (Auswahl)
- Facultatis Theologicae Almae Universitatis Heidelbergensis Responsio ad Synopsin Orationis Ioan. Ia. Grynaei, qua Disputationem contra iura & privilegia Universitatis temere a se inchoatam turpiter abrupit & deseruit. Gronenberg, Wittenberg 1585.
- Solida refutatio tractatus Christophori Pezelii … de sacrosancta coena Domini. Tübingen 1593.
- Oratio De Origine Et Cavsis Haereseōn: Earvm Progressv Et Propagationis modo, medijs etiam ad illas exterminandas legitimis: veritatis item diuina protectione: & tragico haeretico exitu. Bertram, Straßburg 1603.
- Assertiones theologicae de precibus latine recitandis. Bertram, Straßburg 1608.